# Cueva de la Olla

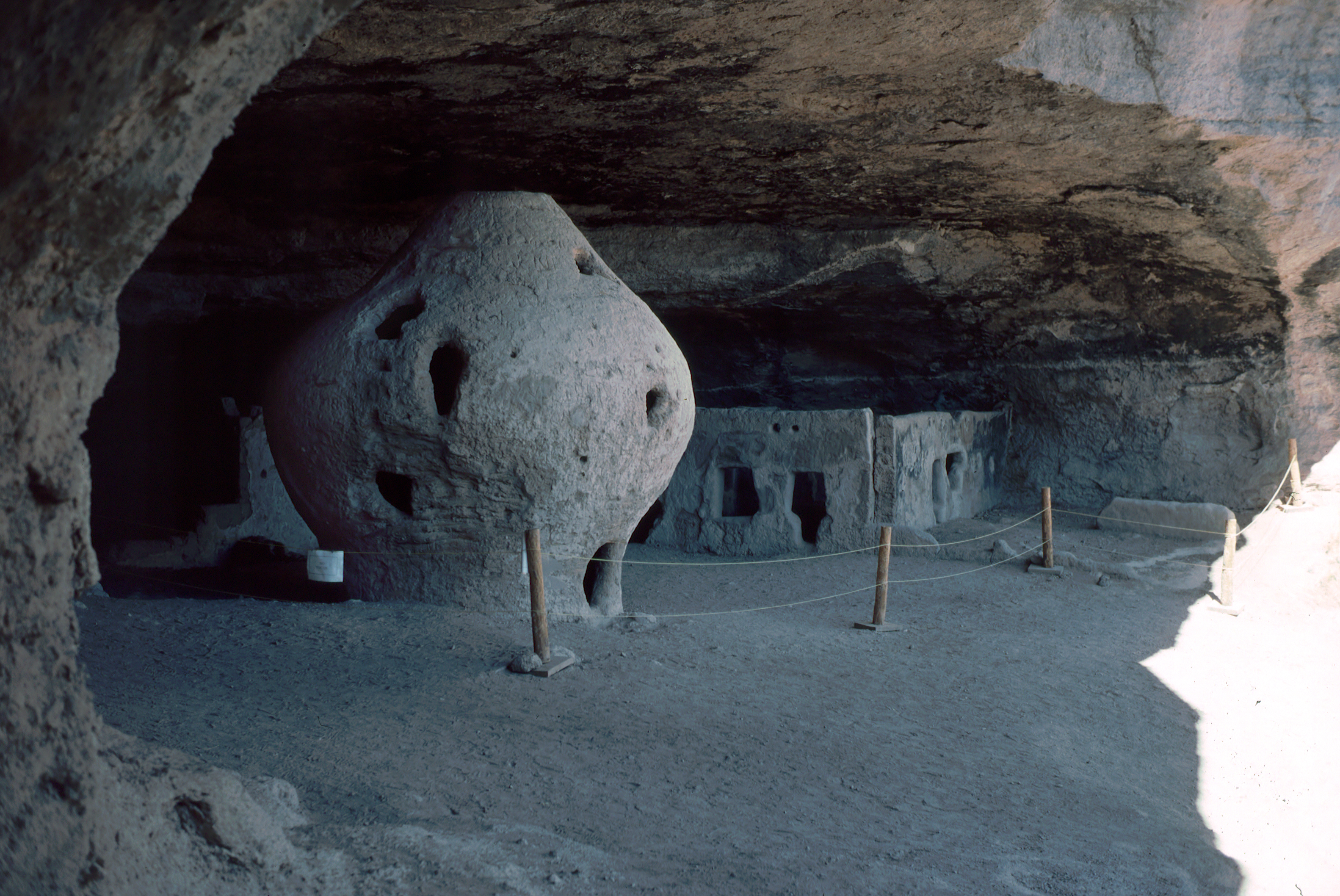
Die Olla und Wohnbauten

Die Cueva de la Olla ist eine archäologische Fundstelle im Nordwesten des mexikanischen Bundesstaates Chihuahua, rund 47 km Luftlinie südwestlich von Nuevo Casas Grandes in der Nähe von Ejido Ignacio Zaragoza. Es handelt sich um eine kleine Gruppe von Bauwerken mit Wänden in Lehmbauweise im vorderen Teil einer Höhle am Rand eines nicht sehr tiefen Canyons. Namengebend ist der direkt am Höhleneingang stehende, rund drei Meter hohe Cuezcomate, eine traditionelle Form des Maisspeichers. Bauweise und Funde weisen die Besiedlung der Mogollon und der Anasazi-Kulturtradition zu. Weitergehende Untersuchungen haben an diesem Fundort bisher nicht stattgefunden.
In demselben Canyon befinden sich weitere Höhlen mit prähistorischen Bauten, u. a. die Cueva de la Golondrina.